# Vojislav Nikčević
Vojislav Nikčević (cyr. Војислав Никчевић; ur. 18 stycznia 1935 w Stubicy, zm. 2 lipca 2007 w Belgradzie) – czarnogórski językoznawca.

## Życiorys
Nikčević urodził się w Stubicy koło Nikšicia, na terenie ówczesnego Królestwa Jugosławii. Studiował na Uniwersytecie Zagrzebskim. Później został profesorem Uniwersytetu Czarnogórskiego i wykładał na wydziale filologicznym. Był zwolennikiem tezy o odrębności języka czarnogórskiego od serbskiego. Był członkiem Duklińskiej Akademii Nauki i Sztuki i Instytutu języka czarnogórskiego. Zmarł w 2007 roku w Belgradzie i został pochowany w Cetyni.